# 未来 (コブクロの曲)
「未来」（みらい）は、コブクロの27枚目のシングル。2015年12月16日にワーナーミュージック・ジャパンから発売された。

## 解説
前作「奇跡」からCDリリースとしては9ヵ月半ぶりのリリースである。廉価シングル（税抜555円）のため、カップリング曲は収録されていない。
ジャケットは10年前にリリースした「桜」のジャケットと似たものになっている。これは、タイアップ作品の映画「orange」が10年先の自分から手紙が届くことからストーリーが始まることに合わせており、「桜」と「未来」のジャケットを比べると、10年経った「未来」では、木の枝が伸びており、小渕と黒田は少し先を歩いている構成となっている。

## チャート成績
オリコンシングルチャートはデイリーランキング4位、週間ランキング5位を記録。
初動売上は2作連続で3万枚を下回ったが、「One Song From Two Hearts/ダイヤモンド」以来4作ぶりのトップ5入りとなった。
その後、後述する映画の大ヒットとともにロングヒットを記録。
Spring Package発売週にデイリーランキング3位、週間ランキング4位となり、最高位を更新した。
登場回数は「永遠にともに/Million Films」「蕾 (つぼみ)」「桜」「ここにしか咲かない花」に次ぐ自身5番目の28週、累計は「今、咲き誇る花たちよ」以降の3作を上回る売上を記録した。

## 収録曲
全編曲：コブクロ
1. 未来
作詞：小渕健太郎　作曲：小渕健太郎、黒田俊介
東宝系配給映画『orange』主題歌
UHFアニメ『orange』エンディングテーマ [4]
2. 未来 （Instrumental）

### Spring Package
2016年3月23日発売。ジャケットは高野苺がorangeの登場人物6人を書き上げた特別仕様となっている。収録曲は以下の通り。
1. 未来
2. 桜
作詞・作曲：小渕健太郎、黒田俊介
3. 今と未来を繋ぐもの
作詞・作曲：小渕健太郎
4. 未来（Acoustic ver.）
5. 未来（LIVE ver. from慶応義塾大学第57回三田祭前夜祭）

## 収録アルバム
- TIMELESS WORLD
- ALL TIME BEST 1998-2018
- Seasons Selection〜Spring〜
- ALL SEASONS BEST

## 演奏
- コブクロ：Vocal
- 小笠原拓海：Drums
- 山口寛雄：Bass
- 福原将宣：Electric Guitar
- 松浦基悦：Piano
- 坂井"Lambsy"秀彰：Percussion
- 岸利至：Programming, Synthesizer
- 金原千恵子、矢野晴子、桑田穣、大林典代、岩戸有紀子、小倉達夫、栄田嘉彦、黒木薫、伊能修、入江茜：Violin
- 榎戸崇浩、大沼幸江、渡部安見子、高嶋麻由：Viola
- 前田善彦、木村隆哉、森田香織、中村潤：Cello
- 藤井理央、小渕健太郎：Strings Arrangement